# R&B Divas
R&B Divas è un album discografico di raccolta della cantante R&B statunitense Faith Evans, pubblicato nel 2012.

## Tracce
1. Lovin' Me (Theme from R&B Divas) – 3:37 – con Nicci Gilbert, Monifah, Syleena Johnson & KeKe Wyatt
2. Tears of Joy – 4:02
3. Mr. Supafly – 3:35 – KeKe Wyatt
4. Too High for Love – 3:25
5. SisterFriend – 5:01 – con Nicci Gilbert, Monifah, Syleena Johnson & KeKe Wyatt
6. Dumb – 3:29
7. Sometimes – 3:47 – Nicci Gilbert & Helene "Mom" Gilbert
8. True Colors – 4:27 – con Kelly Price & Fantasia
9. Stonewall – 3:56 – Syleena Johnson
10. She's Me – 3:57 – Monifah
11. Soon As I Get Home (Live in Los Angeles) – 4:45
12. Jesus Loves (bonus track) – 4:08 – Kelly Price